# Socha svatého Jana Nepomuckého (Poděbrady)
Socha sv. Jana Nepomuckého je barokní pískovcová socha umístěná roku 1761 poblíž pražského mostu v Poděbradech na levém břehu Labe. Socha je od roku 1965 chráněna jako kulturní památka.

## Stavba

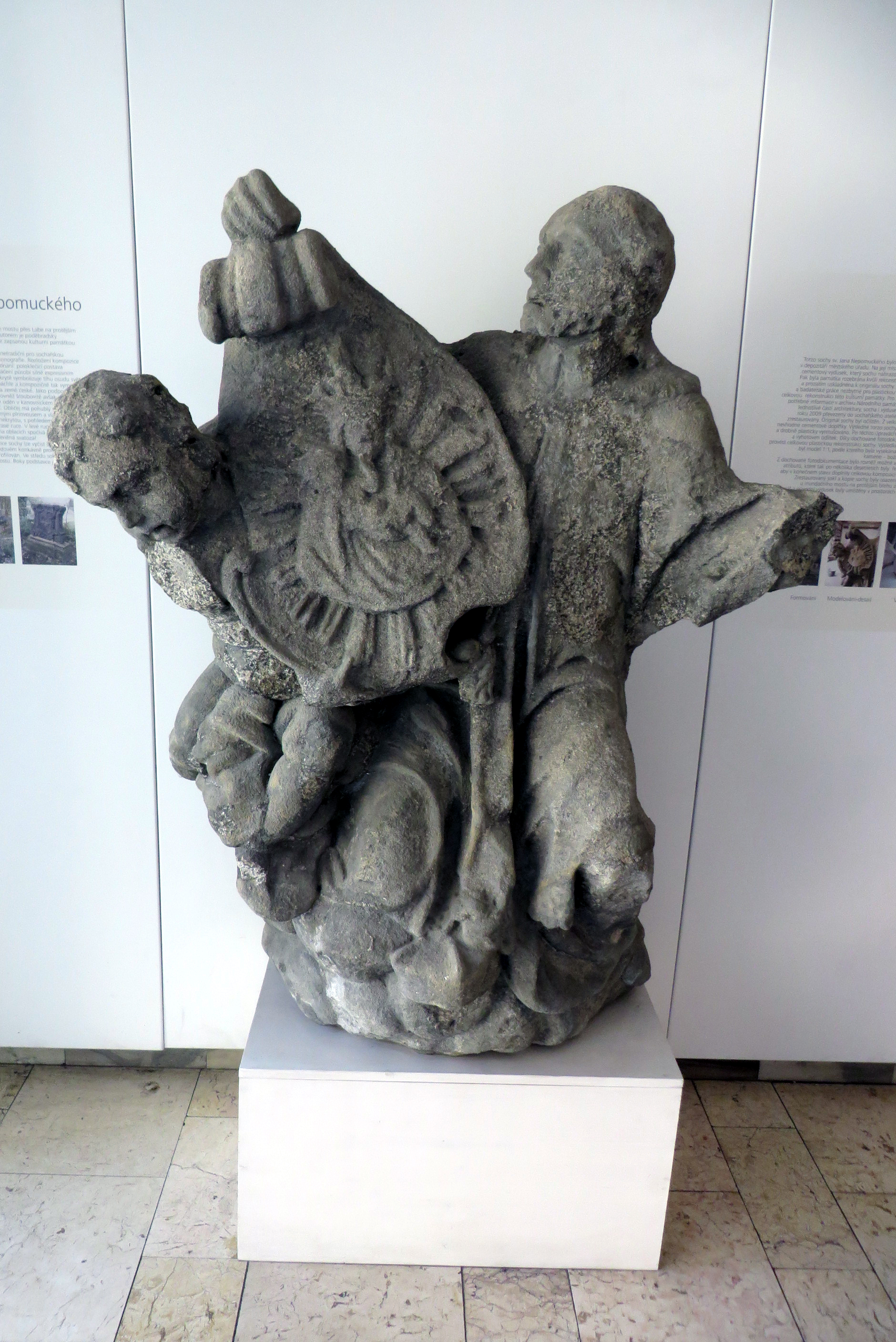
Originál sochy z roku 1761

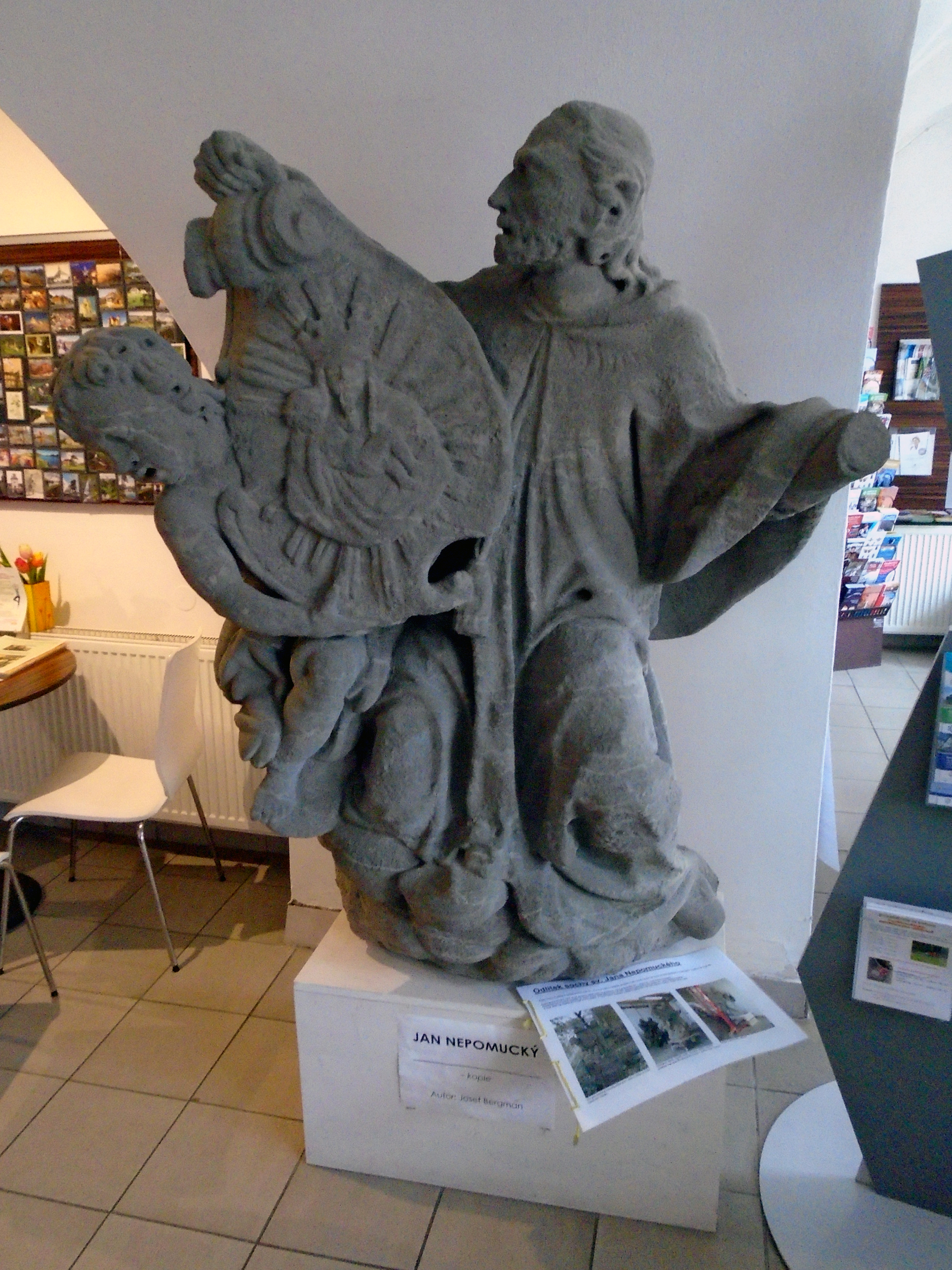
Kopie sochy z roku 1965

Výrobu sochy svatého Jana Nepomuckého objednal roku 1761 poděbradský měšťan a koželuh Jan Sichrovský. Učinil tak v souvislosti s 25. výročím jeho svatořečení. Autorství barokní plastiky je připisováno místnímu sochaři Josefu Bergmannovi. Plastika je umístěna vedle pražského mostu přes řeku Labe, což symbolizuje svržení Jana Nepomuckého do řeky.
Socha byla roku 1965 kvůli špatnému stavu a několikerému poškození vandaly nahrazena kopií (tzv. výduskem). Roku 2011 byla originální socha restaurována akademickým sochařem Janem Kracíkem a umístěna do prostor poděbradské Nové radnice. Týž autor dále vytvořil kopii sochy z božanovského pískovce, která byla umístěna na původní místo a roku 2011 vysvěcena. Kopie sochy z roku 1965 byla naopak přesunuta do Turistického informačního centra na Jiřího náměstí.

## Popis
Socha byla zhotovena z nepříliš kvalitního tzv. mušličkového pískovce. Je v mírně nadživotní velikosti. Světec stojí na bohatě zdobeném podstavci s reliéfem svržení sv. Jana Nepomuckého z mostu. Po boku má andílka přidržujícího kartuš s Palladiem země české, v ruce drží jazyk a u nohou má položený biret.